# Calymperes cardoti
Calymperes cardoti là một loài rêu trong họ Calymperaceae. Loài này được M. Fleisch. Paris mô tả khoa học đầu tiên năm 1904.